# Markala
Markala es una comuna de Malí.

## Localización

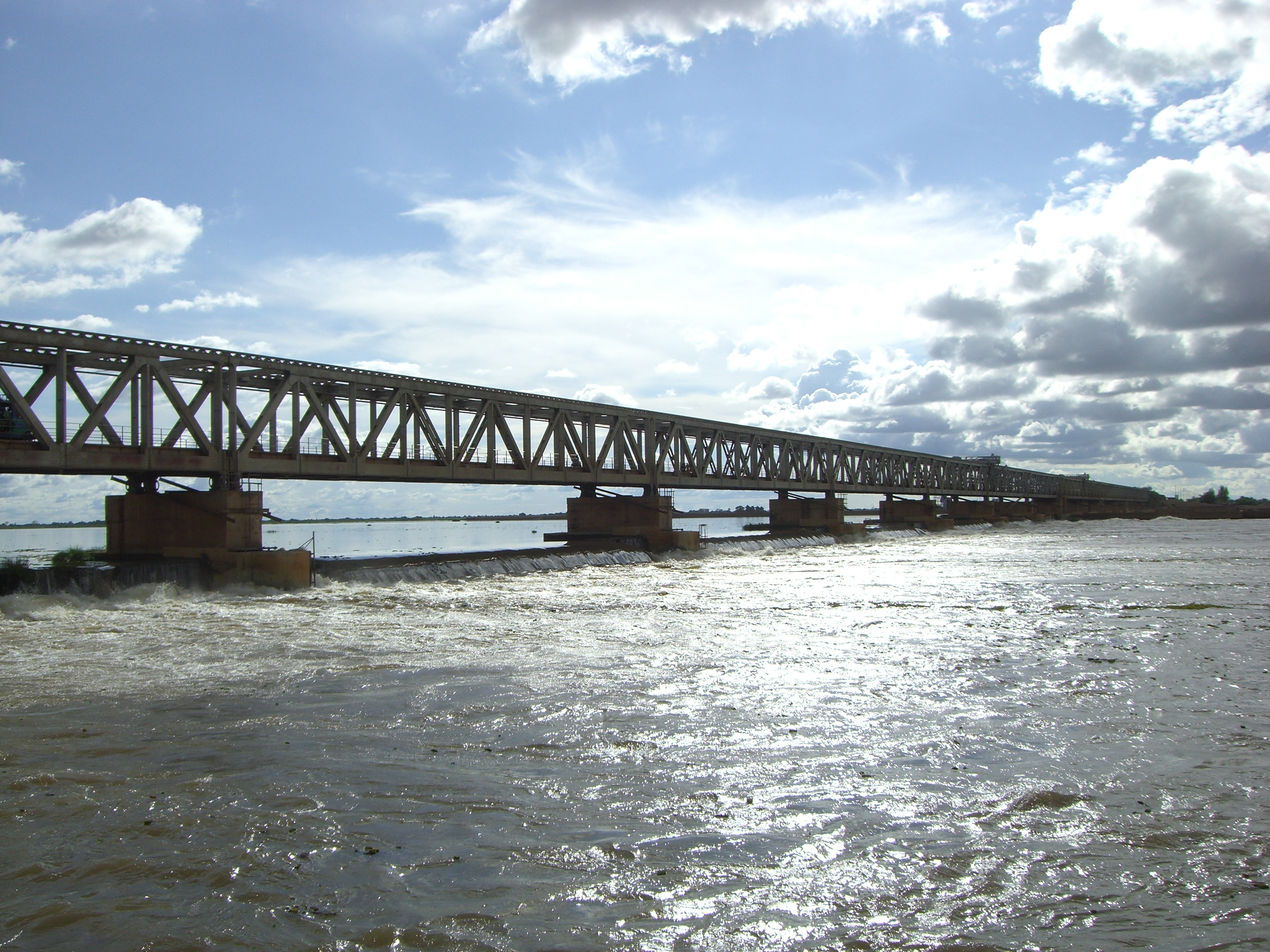
Puente y presa de Markala sobre el Níger.

Markala se encuentra en el círculo y región de Segú. Dista 35 km de la ciudad de Segú. La comuna está compuesta por treinta aldeas, dos de las cuales, Kirango y Diamarabougou, son la sede de la comuna.

## Historia
Los orígenes de la aldea de Kirango se remontan al reino bambara de Segú. El rey Ngolo Diarra hizo instalar a sus hijos en los lugares que en aquel momento -segunda mitad del siglo XVIII- eran los más prósperos. A M'Pè Diarra (conocido como Kirango M'Pè) le correspondió Kirango, donde se conserva su tumba.
Las historias locales remontan el origen de Diamarabougou a un cazador llamado Diamourou Bouaré, que habría utilizado el lugar como lugar de descanso.

Maquinaria preparando tierras para el cultivo de algodón cerca de Markala, hacia 1950.

Durante la colonización francesa se estudió la puesta en valor del delta interior del Níger. Inicialmente se preveía la ejecución de una presa de derivación en Sansanding -10 km aguas abajo de Markala- pero en 1932 se comprobó que ese emplazamiento no era adecuado. En 1934 se inició la obra en Markala.
La administración colonial hubo de crear un centro administrativo, dotado con infraestructuras sanitarias, educativas y sociales necesarias para sostener una ciudad obrera, ya que los trabajos se extendieron durante trece años. Así las dos aldeas bambaras tradicionales, Kirango y Diamarabougou, se modernizaron, y entre ellas se edificó una zona moderna con un barrio residencial. Las población quedaba claramente dividida entre la zona de población europea y las zonas de población autóctona bambara o de otras etnias que tomaban parte en la construcción de la presa.
La presa está acompañada de un puente y se extiende 816 metros entre ambas orillas del Níger. Es un punto de paso rutero y su construcción supuso la venida de gentes de otras partes del entonces Sudán Francés y del Alto Volta. La finalidad de la obra era alimentar dos canales de riego para desarrollar el cultivo del algodón -que cesó en 1970- la caña de azúcar y el arroz.

## Patrimonio cultural
La aparición de máscaras y marionetas de Markala está inscrita desde 2014 en la Lista Representativa del Patrimonio Cultural Inmaterial de la Humanidad de la Unesco.